# 恩普拉納達德喬爾查
恩普拉納達德喬爾查（西班牙語：Emplanada de Chorcha），是巴拿馬的城鎮，位於該國西北部，由恩戈貝-布格雷特區的韋西科區負責管轄，面積147.6平方公里，2010年人口2,348，人口密度每平方公里15.9人。